# Campo San Rocco
Campo San Rocco è un campo di Venezia ubicato nel sestiere di San Polo.

## Descrizione
Posto lungo il percorso che da Rialto conduce a piazzale Roma, situato alle spalle della Basilica dei Frari, campo san Rocco è un gioiello dell'architettura veneziana.
Il nome del campo è dato dalla chiesa e dalla Scuola Grande di San Rocco che vi sorgono, dando, con le loro bianche moli, l'aspetto dominante del campo. Dal lato opposto rispetto alla Scuola Grande si ergono le poderosi absidi gotiche in mattoni nudi della basilica dei Frari, il suono dei cui organi riempie sovente l'aria del campo, e sulla sinistra accanto il piccolo edificio della Scoletta vecchia di San Rocco, sede originaria della grande confraternita.
La chiesa conserva le reliquie di San Rocco e annualmente, in occasione della festa del santo, il 16 agosto, nel campo è eretto una struttura lignea coperta a baldacchino a congiungere i portali d'ingresso della chiesa e della scuola con l'accesso principale al campo. Il tendòn (tendone) è frutto di un antico voto del Senato e della Signoria per la liberazione della città dalla peste, in seguito al quale ogni anno, in occasione della festa il Serenissimo Principe recava visita alla chiesa e alla confraternita. Il perimetro del baldacchino e le pietre d'innesto dei pali di sostegno, in bianca pietra d'Istria,  sono ben visibili sul selciato del campo.

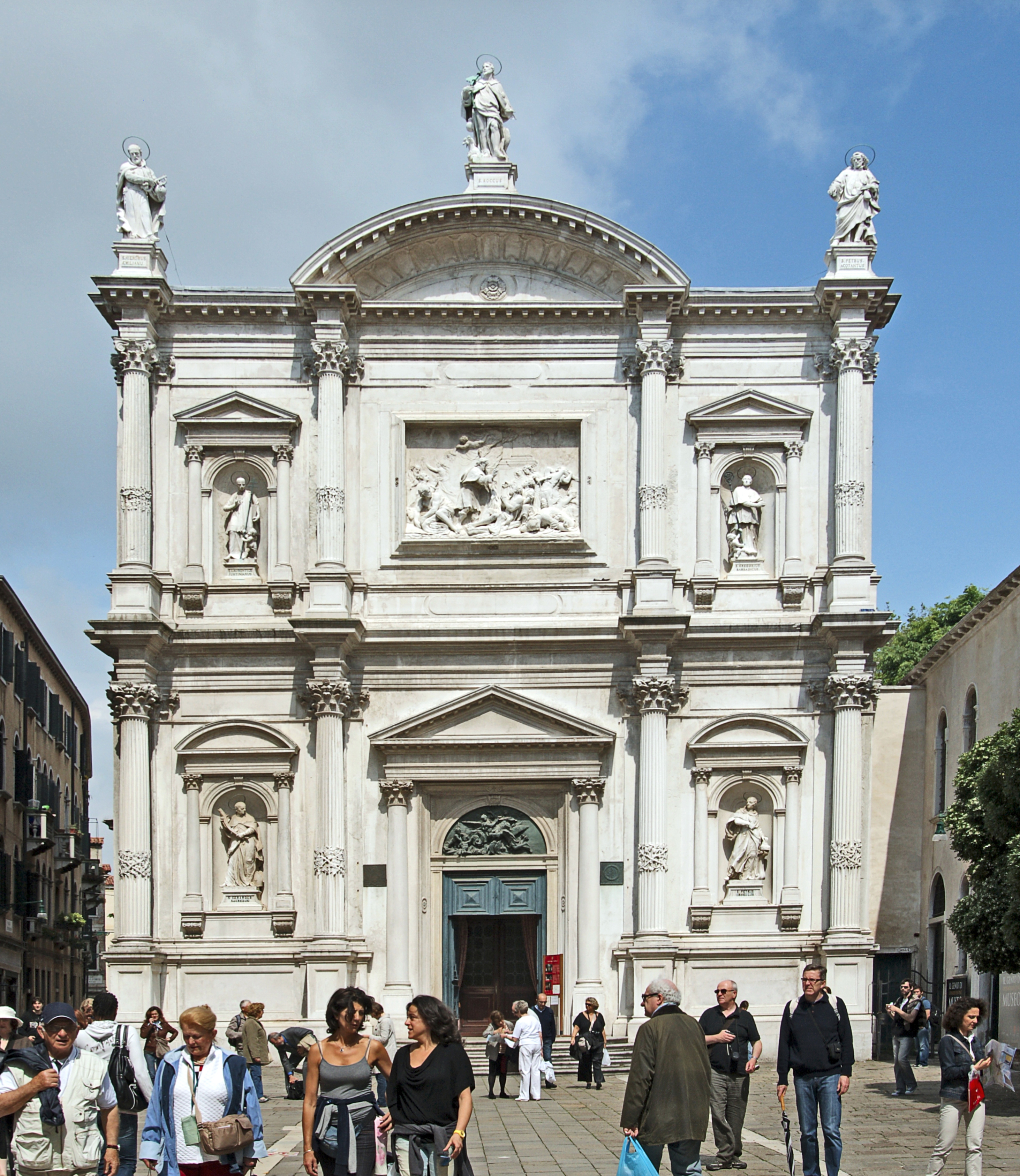
Facciata della chiesa di San Rocco
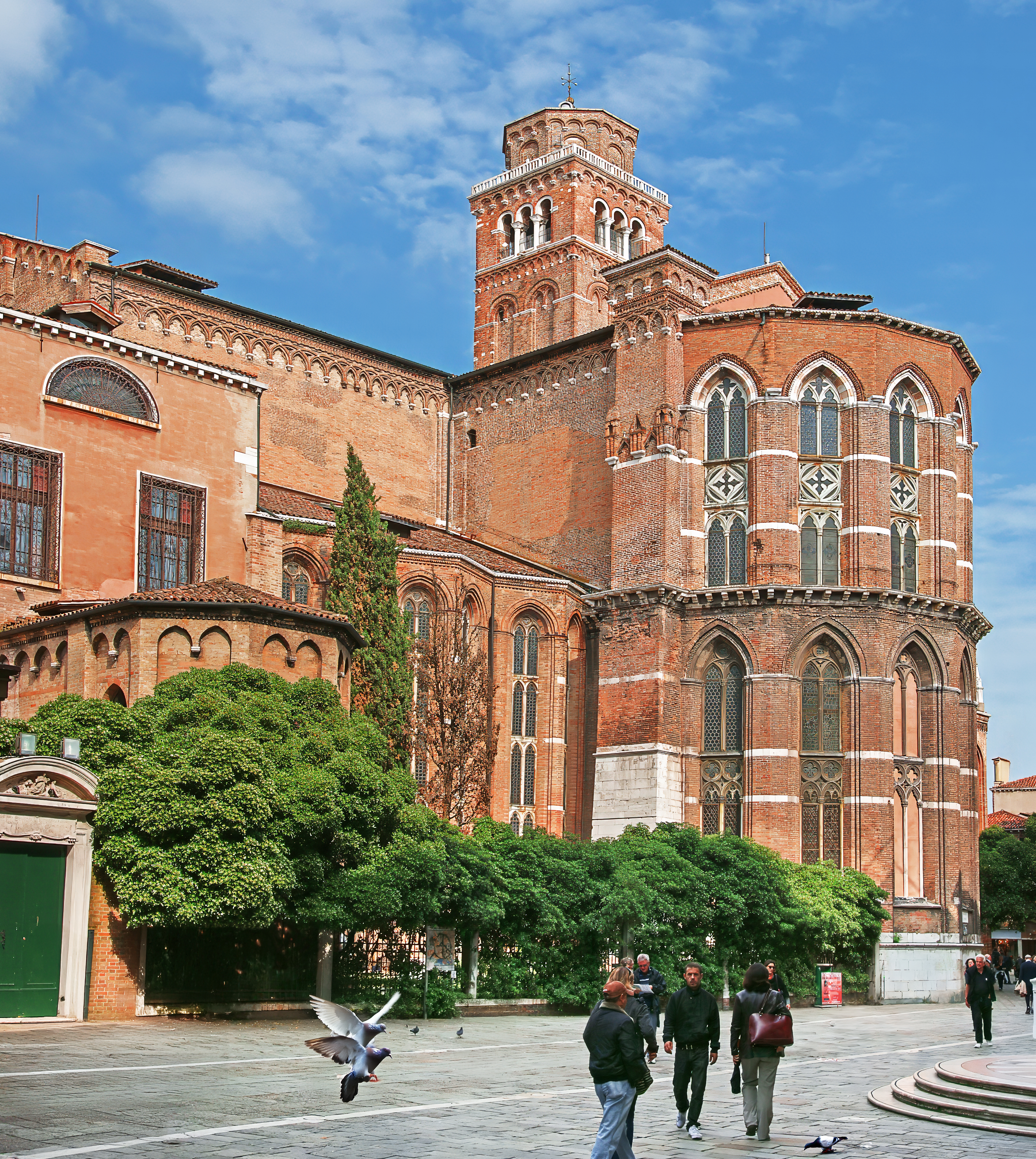
Santa Maria dei Frari
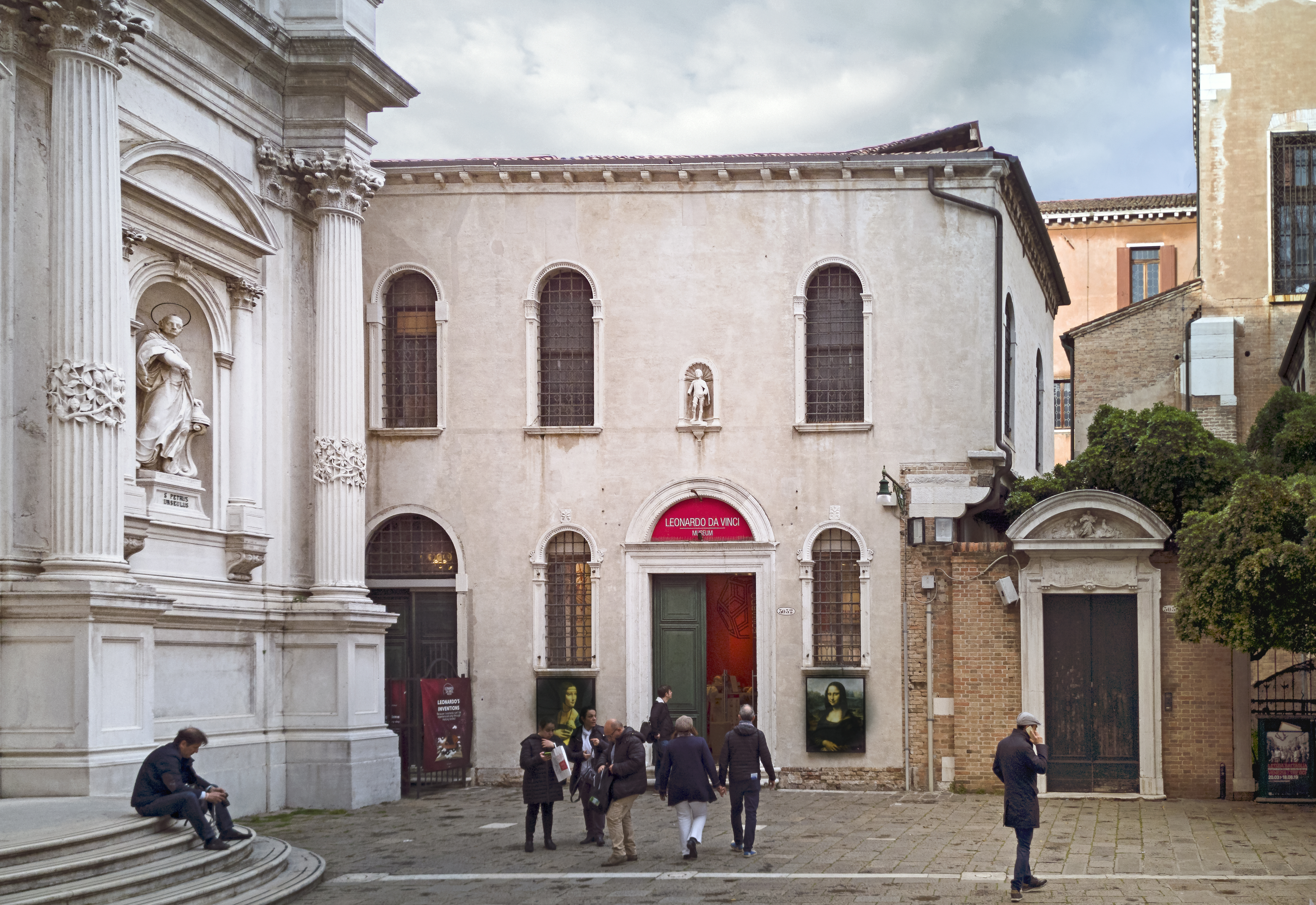
La Scoletta vecchia di San Rocco
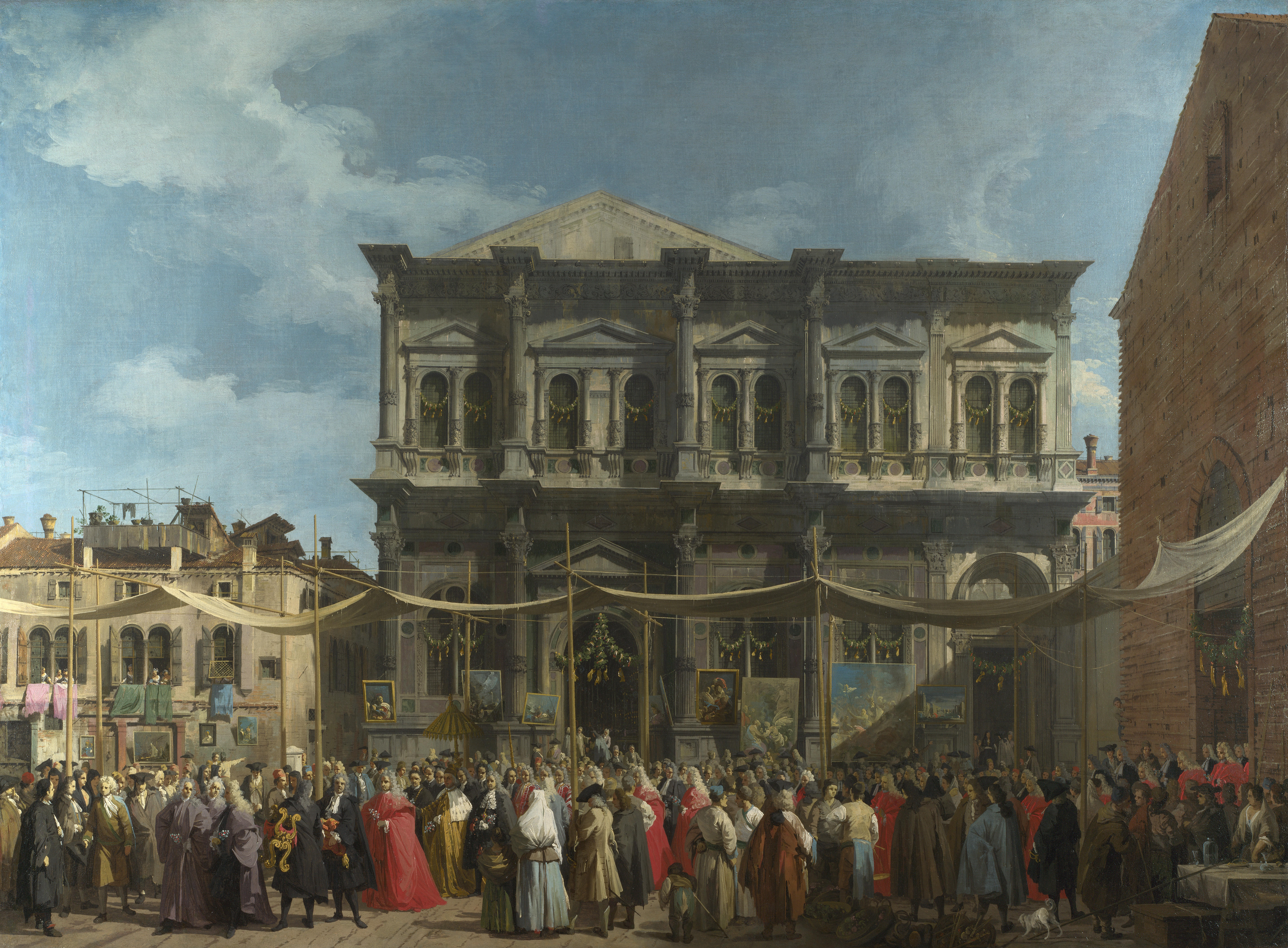
Canaletto, Festa di San Rocco, 1735 circa, Londra, National Gallery.